# Scott Robinson (Neighbours)
Scott James Robinson es un personaje ficticio de la serie de televisión australiana Neighbours, interpretado por el actor Jason Donovan de 1986 hasta el 18 de mayo de 1989. Anteriormente Scott fue interpretado por el actor Darius Perkins del 18 de marzo de 1985 hasta ese mismo año.

## Antecedentes
Scott es hijo de Jim y Anne Robinson, y hermano de Paul Robinson, con sólo siete años Scott le dio la bienvenida a su hermanita Lucy Robinson sin embargo la felicidad duró poco luego de que su madre muriera durante el nacimiento de Lucy. Scott creció con la ayuda de su abuela Helen Daniels.

## Biografía
A su llegada Scott se hizo buen amigo de Danny Ramsay y Mike Young.